# Chiesa dei Santi Stefano e Niccolao
La chiesa collegiata dei Santi Stefano e Niccolao si trova a Pescia, in provincia di Pistoia, diocesi di Pescia.

## Storia e descrizione
Ricordata dal 1068 e modificata nel 1331, è stata rimaneggiata nel XVII e XVIII secolo.
L'interno, a tre navate, è caratterizzato da pilastri e lesene con capitelli corinzi in pietra grigia che risaltano sul bianco dell'intonaco.
Sopra la navata maggiore sono collocate alcune vetrate moderne con busti di santi.
Fra le opere, un'Annunciazione in legno scolpito e dipinto di scuola pisana (1390-1400 ca.) detta Madonna dell'Acquavino; San Michele e San Sebastiano, attribuiti ad Agostino Ciampelli; la Liberazione di San Pietro di Alessandro Tiarini (1605-1606); una Madonna col Bambino e angeli, tavola della seconda metà del XIV secolo. Sull'altare maggiore, grande Crocifisso ligneo della seconda metà del XVIII secolo. Dietro l'altare, un pregevole coro ligneo. Ai lati dell'altare maggiore due stemmi identici sormontati da copricapo vescovile, all'interno dello scudo con capo d'Angiò,  croce rossa a otto punte dell'Ordine Militare di Santo Stefano e mezzaluna crescente più in basso della famiglia Simi, committente dell'altare come riportato nell'iscrizione della parte retrostante dello stesso. Con ogni probabilità lo stemma apparteneva o si riferiva al vescovo di Salamina Venanzio Simi, generale dell'Ordine dei Vallombrosani dal 1696, come è ricordato nella lapide commemorativa collocata all'interno della Basilica di Santa Prassede a Roma, in cui, fra l'altro, è riportato uno stemma analogo.

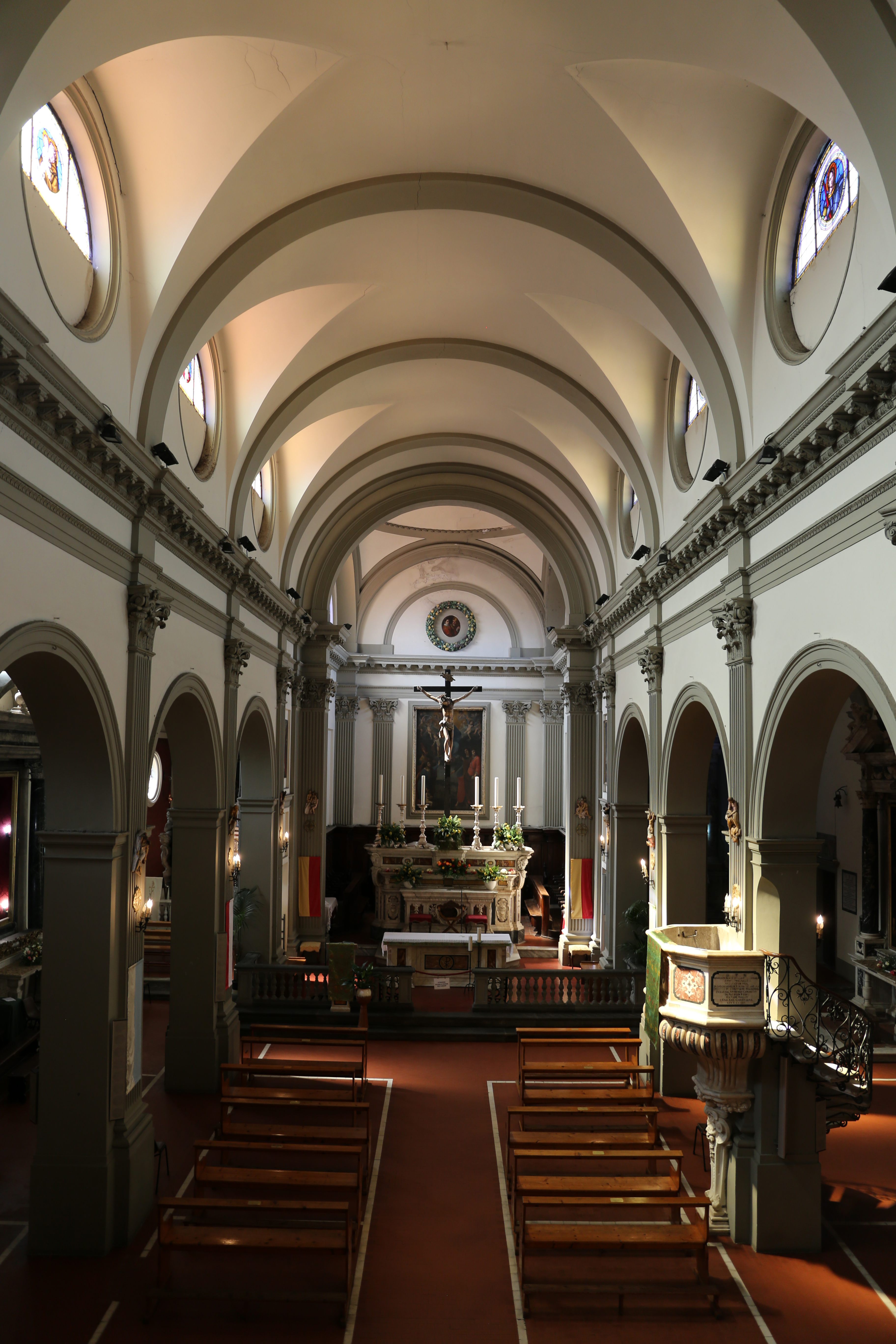
Interno